# آندره‌آ بنتی (هنرمند)
آندره بنتی (به ایتالیایی: Andrea Benetti) نقاش، عکاس و طراح ایتالیایی، متولد ۱۹۶۴ در بولونیا است. در سال ۲۰۰۶ وی نویسنده مانیفست هنر غار نئو بود که در پنجاه و سومین دوسالانه هنری ونیز در سال ۲۰۰۹ ارائه شد.

## زندگی‌نامه
آندره بنتی نقاش، عکاس و طراح ایتالیایی، متولد ۱۹۶۴ در بولونیا است. در سال ۲۰۰۶ وی نویسنده مانیفست هنر غار نئو بود که در پنجاه و سومین دوسالانه هنری ونیز در سال ۲۰۰۹ ارائه شد. هنر او از ارجاع مستقیم و غیر مستقیم به اولین اشکال هنری ساخته شده توسط انسان ماقبل تاریخ الهام گرفته شده‌است. از بین آثار غاری، بنتی از لحاظ خلاقیت ویژگی‌های سبک خود را وام گرفت و آثاری را ایجاد کرد که با نقوش زومورفیک و انسان شناسانه سبک دار، اشکال هندسی و اشکال انتزاعی، با زمینه‌های رنگی شلوغ شده‌است، گویی برای ایجاد یک پل اخلاقی و فلسفی بین پیش از تاریخ و همزمانی، با استفاده از رنگدانه‌های گیاهی و تکنیک‌هایی مانند نقش برجسته و نقاشی‌های دیواری تأکید شده‌است. آثار وی در مجموعه‌های اصلی هنری ملی و خارجی (مانند مجموعه ملل متحد، واتیکان و کویرینال) وجود دارد، از جمله نمایشگاه‌های اخیر وی: «رنگ‌ها و صداهای ریشه» (بولونیا، پالازو دی 'Accursio، ۲۰۱۳)، «VR60768 · چهره انسان‌شناس» (رم، اتاق نمایندگان، ۲۰۱۵)، «Pater Luminium» (گالیپولی، موزه مدنی، ۲۰۱۷) و «چهره‌های ضد خشونت» (بولونیا، پالازو) D'Accursio، 2017). او در سال ۲۰۲۰ جایزه Nettuno را از شهر بولونیا دریافت نمود.

## موزه‌ها و مجموعه‌ها
موزه‌ها و مجموعه‌های هنری خصوصی و نهادی، که آثار آندره بنتی را به دست آورده‌اند

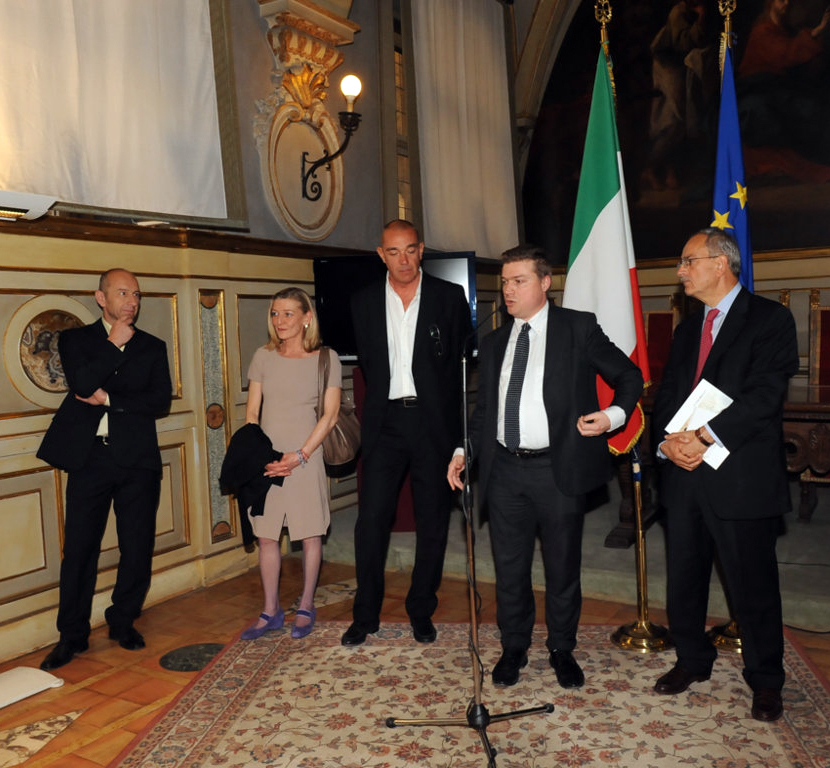
آندره آ بنتی در مراسم افتتاحیه نمایشگاه خود در پارلمان ایتالیا برپا کرد

- مجموعه هنری سازمان ملل (نیویورک، ایالات متحده)[۱۰]
- مجموعه هنری واتیکان (Città del Vaticano)[۱۱]
- MACIA - موزه هنرهای معاصر ایتالیا در آمریکا (سان خوزه - کاستاریکا)[۱۲]
- مجموعه هنری کویرینال Pres ریاست جمهوری جمهوری ایتالیا ∙ (رم - ایتالیا)[۱۳]
- Palazzo Montecitorio Parliament پارلمان ایتالیا ∙ اتاق نمایندگان (رم - ایتالیا)[۱۴]
- مجموعه هنر دانشگاه فرارا (فرارا - ایتالیا)[۱۵]
- مجموعه هنر دانشگاه باری (باری - ایتالیا)[۱۶]
- موزه هنر مدرن مامبو بولونیا (بولونیا - ایتالیا)[۱۷]
- موزه هنرهای مدرن و معاصر موزه (بولزانو - ایتالیا)[۱۸]
- CAMeC - مرکز هنر مدرن و معاصر Camec - (La Spezia - ایتالیا)[۱۹]
- موزه FP Michetti (Francavilla al Mare - ایتالیا)[۲۰]
- موزه هنرهای معاصر Osvaldo Licini (Ascoli Piceno - ایتالیا)[۲۱]
- مجموعه هنری شهرداری لچه (لچه - ایتالیا)[۲۲]

## کتابشناسی

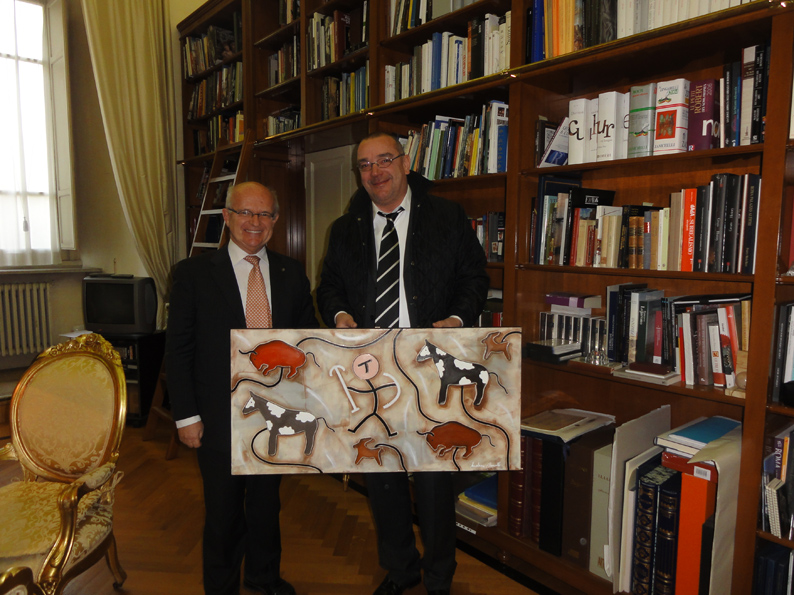
- آندره بنتی کار را برای مجموعه هنری Quirinale تحویل می‌دهد.

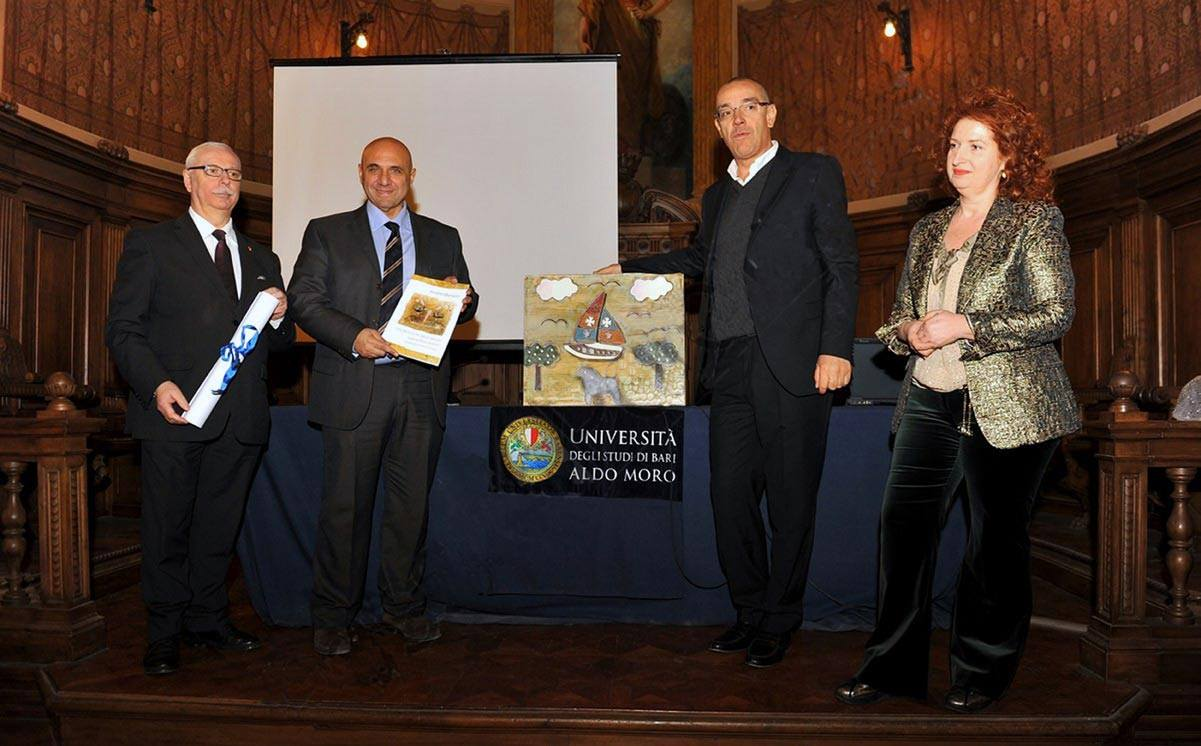
- آندره بنتی در دانشگاه باری اهدا شد

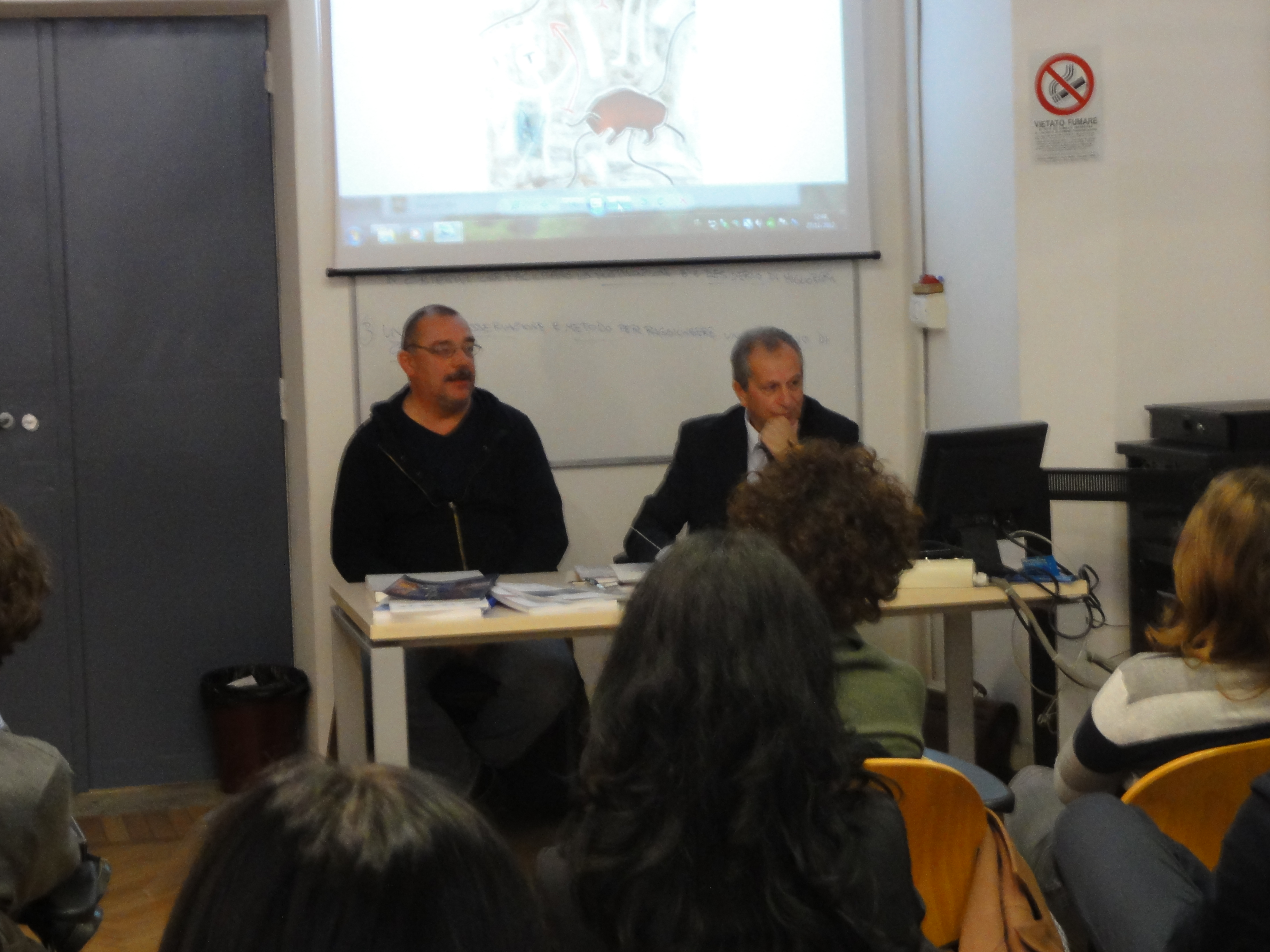
- سخنرانی آندره بنتی در دانشگاه Roma Tre

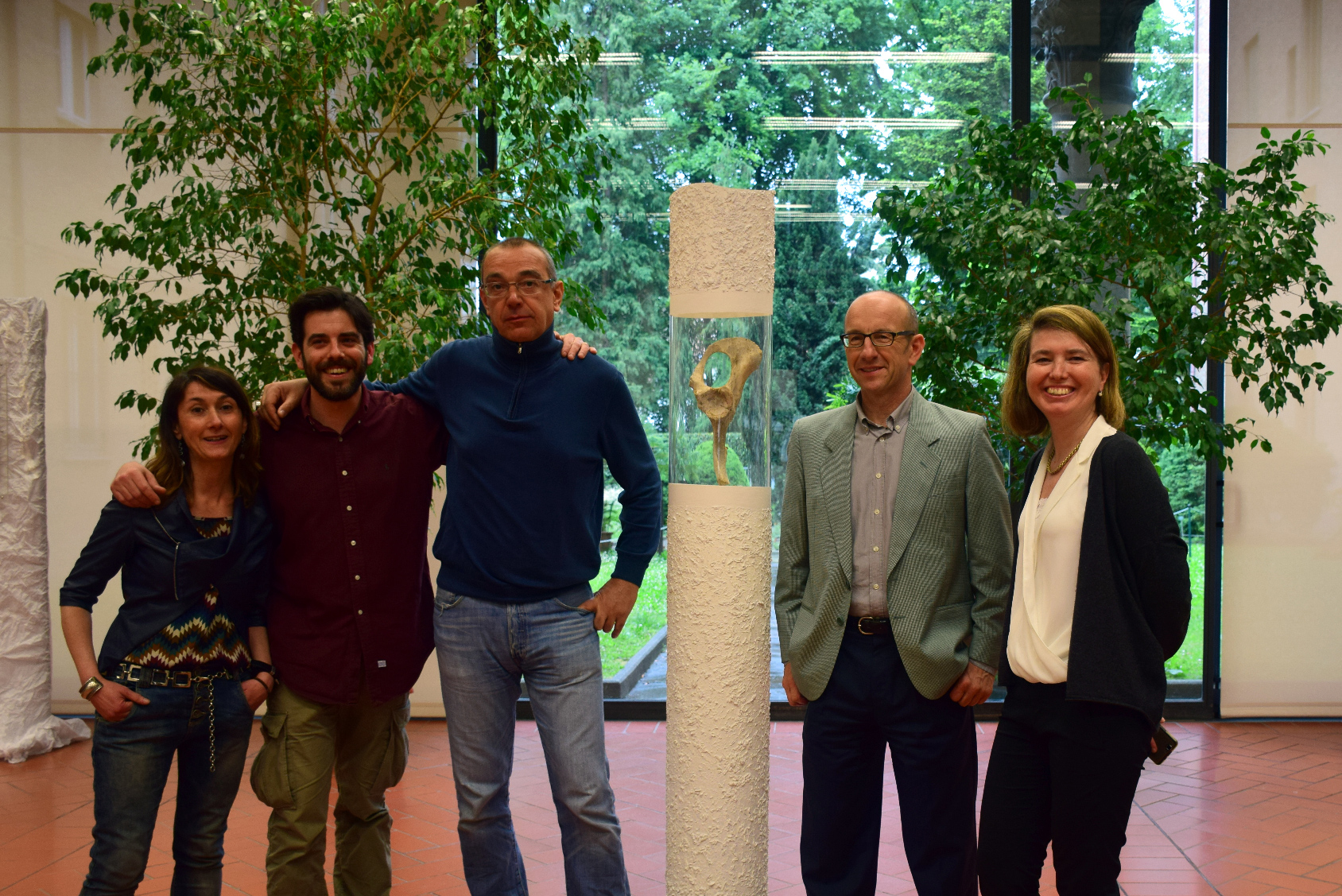
- نمایشگاه آندره بنتی در دانشگاه فرارا

- K. H. Keller, G. Rossi, R. Sabatelli: Andrea Benetti and Lanfranco Di Rico - September 2001, Johns Hopkins University, Bologna, 2008, 12 pages[۲۳]
- Various authors: Arte e cultura - Un ponte tra Italia e Costa Rica, I.I.L.A. , San Josè, 2008, 98 pages[۲۴]
- Various authors: Natura e sogni - Catalogo del Padiglione della 53. Biennale di Venezia, Umberto Allemandi & C. , Venice, 2009, 98 pages[۲۵]
- Various authors: Esplorazione inconsueta all'interno della velocità, Bologna, 2009, 104 pages[۲۶]
- Andrea Benetti, Gregorio Rossi: Il Manifesto dell'Arte Neorupestre, Umberto Allemandi & C. , Venice, 2009, 18 pages[۲۷]
- Carlo Fabrizio Carli: Diorama Italiano - 61º Premio Michetti, Vallecchi, Francavilla a Mare, 2010, 202 pages[۲۸]
- C. Parisot, P. Pensosi: Portraits d'Artistes, Edizioni Casa Modigliani, Roma, 2010, 72 pages
- Simona Gavioli: Andrea Benetti - B. P. Before Present, Media Brain, Bologna, 2009, 52 pages[۲۹]
- Various authors: Andrea Benetti - La pittura Neorupestre, Comune di Castellana Grotte, Castellana Grotte, 2011, 58 pages[۳۰]
- D. Iacuaniello, C. Parisot, G. Rossi: M173 - Tracce apocrife, Istituto Europeo Pegaso, Rome, 2012, 70 pages[۳۱]
- G. Rossi, D. Scarfì: Il simbolismo nella pittura Neorupestre, Mediabrain, Syracuse, 2012, 88 pages[۳۲]
- Andrea Benetti, Silvia Grandi: Colori e suoni delle origini, Qudulibri, Bologna, 2013, 86 pages[۳۳]
- Andrea Benetti, Stefano Papetti: Dalla roccia alla tela - Il travertino nella pittura Neorupestre, Qudulibri, Ascoli P., 2014, 54 pages[۳۴]
- A. Benetti, S. Cassano, D. Coppola, A. F. Uricchio: Colori e suoni delle Origini, Qudulibri, Bari, 2014, 58 pages[۳۵]
- Andrea Benetti, Silvia Grandi: Il colore della luce, Qudulibri, Bologna, 2014, 56 pages[۳۶]
- A. Benetti, S. Grandi, M. Peresani, M. Romandini, G. Virelli: VR60768 - anthropomorphic figure, Qudulibri, Rome, 2015, 80 pages[۳۷]
- Andrea Benetti, Toti Carpentieri: Astrattismo delle origini, Qudulibri, Lecce, 2015, 60 pages[۳۸]
- Various authors: Arte Neorupestre, Monograph, Qudulibri, Bologna, 2015, 208 pages[۳۹]
- Andrea Benetti, Fiorenzo Facchini, Fernando Lanzi, Gioia Lanzi: Signum Crucis, Qudulibri, Bologna, 2016, 42 pages[۴۰]
- A. Benetti - P. Fameli - A. Fiorillo - F. Fontana - M. Peresani - M. Romandini - I. Schipani - U. T. Hohenstein: "preHISTORIA CONTEMPORANEA" Qudulibri, Ferrara, 2016, 64 pages[۴۱]
- A. Benetti - P. Fameli - A. Marrone - M. Ratti: "Omaggio alla pittura Rupestre", Qudulibri, La Spezia, 2016, 58 pages[۴۲]
- Andrea Benetti - Silvia Grandi: "Volti contro la violenza", Qudulibri, Bologna, 2017, 40 pages[۴۳]